# Artimet
Artimet (in armeno Արտիմետ?) è un comune dell'Armenia di 2 126 abitanti (2008) della provincia di Armavir.